# Jizchak Schenhar
Jizchak Schenhar (eigentlich Jizchak Schönberg; * 1902 in der heutigen Ukraine; † 18. Juni 1957 in Jerusalem) war ein hebräischer Schriftsteller. 

## Leben und Werk
Schenhar besuchte ein russisches Gymnasium und studierte gleichzeitig die hebräische Sprache. Im Jahr 1924 wanderte der Schriftsteller nach Palästina aus, wo er als Bauarbeiter, Fuhrmann, Landarbeiter und Eisenbahnbeamter tätig war. 1932 ging er zu Studienzwecken nach Belgien und studierte an der Universität Brüssel Soziologie. Nach seiner Rückkehr nach Palästina arbeitete er als Sekretär von Salman Schocken und wurde Lektor des Schocken Verlags; er hat dort Werke der deutschen, französischen, englischen und russischen Literatur ins Hebräische übersetzt, unter anderem Rilkes „Der Cornet“ und Feuchtwangers „Die Geschwister Oppenheim“. Schenhar gilt als Meister der feinsinnigen Kurzgeschichte; in seinen Erzählungen behandelte er zunächst das Martyrium der Juden während der Pogrome in Südrussland. Später schilderte er die physische Leiden und seelischen Kämpfe der gebildeten zionistischen Jugend aus Europa in Palästina, die dort aufreibende Pionierarbeit leisteten. Während der Zeit des Nationalsozialismus schrieb er über die Leiden der Flüchtlinge aus nationalsozialistischen europäischen Staaten („Die gute Hoffnung“) und nach der Gründung von Israel über die Probleme des Bürger in dem neuen Staat. Eine Sammlung der mehr als 60 Kurzgeschichten erschien zuerst 1960 im Verlag des Bialik-Instituts, Jerusalem.